# 游達志
游達志（英語：Patrick Yau，1964年11月13日—），香港著名電影導演和編劇，1996年加入銀河映像，早期創始成員之一，離開後主力在中國發展電視劇。代表作品為《暗花》、《兩個只能活一個》、《非常突然》。

## 個人事業
1964年11月13日生於马来西亚，原籍廣東佛山市南海。1985年，任職香港無綫電視新聞部助理。1987年轉任戲劇組助理編導，1990年晉升為戲劇組編導。1991至1996年，為馬來西亞電視RTM拍攝電視劇集及電視電影；期間亦曾為香港有綫電視監製電視電影及電視劇。
1996年轉進電影圈，為杜琪峯的《十萬火急》當執行導演。1997年，首次正式執導《兩個只能活一個》。1998年，《非常突然》獲得第五屆香港電影評論學會最佳劇本獎，同年《暗花》獲第十八屆香港電影金像獎最佳导演提名，而兩者俱入選香港電影評論學會的「推薦電影」。2001年執導《廢柴同盟》之後，重回電視圈發展，成為跨區影視導演，工作地點亦由原來的香港、台灣，擴展至新加坡、馬來西亞和中國大陸等地。
2014年后，工作以在中国大陆拍摄电视剧为主。先后执导了《湄公河大案》、《无心法师II》、《三国机密之潜龙在渊》、《镜·双城》、《云襄传》等电视剧。

## 政治立場
2020年6月，游達志與約2600名文藝界從業者聯署支持港版國安法。

## 電影作品

### 執行導演
十萬火急 (1997)
再見阿郎 (1999)

### 副導演
我要逃亡 (1988)	 	
天堂血路 (1988)	 	 
特警90 (1989)

### 導演
| 年份 | 中文片名       | 職銜 | 演員                                                                                     | 香港票房（港圆） | 備註 |
| 1997 | 兩個只能活一個 | 導演 | 金城武、李若彤、卞宇珉、蔡楓華、林雪                                                     | 1,717,565.00     | 首部執導作品、1998年蒙特婁亞洲影展最佳亞洲影片第二名                                                             |
| 1998 | 非常突然       | 導演 | 劉青雲、任達華、黃卓玲、許昭雄、黃浩然、蒙嘉慧、佐膝佳次、白嘉倩、林雪                   | 3,398,110.00     | |
| 1998 | 暗花           | 導演 | 梁朝偉、劉青雲、邵美琪、龍方、方剛、王天林、鄭浩南、程小龍、盧海鵬、元彬、夏澤信、周德華 | 9,562,090.00     | 第十八屆香港電影金像獎最佳导演提名、第四屆香港金紫荊獎最佳导演、十大華語電影、第五屆香港電影評論學會大獎最佳影片 |
| 2001 | 廢柴同盟       | 導演 | 曾志偉、吳鎮宇、邵美琪、黃卓玲、謝天華、秦煌、盧海鵬                                     |                  | |
| 2017 | 鬼網           | 導演 | 陳家樂、簡淑兒、張建聲、許雅婷、郭奕芯、鮑康兒                                           |                  | 聯合導演，另外二人為黃國輝、黃國強                                                                               |

## 電視劇作品

### 導演
白髮魔女傳(1993)
澳門街(2003)
大唐雙龍傳(2004)
遊劍江湖(2006)
覆雨翻雲(2006)
車神(2006)
愛情烘焙屋(2007)
原點(2007)
太極(2008)
我要活下去(2009)
怪俠一支梅(2010)
樂在雙城(2011)
春光燦爛之歡樂元帥(2012)
我的傳奇老婆(2012)
十二金錢鏢(2012)
湄公河大案(2014)
无心法师II(2017)
三国机密之潜龙在渊(2018)
女世子(2020)
镜·双城(2022)
云襄传(2023)

### 編劇
車神(2006)